# Danh sách đĩa đơn quán quân Hot 100 năm 2021 (Mỹ)

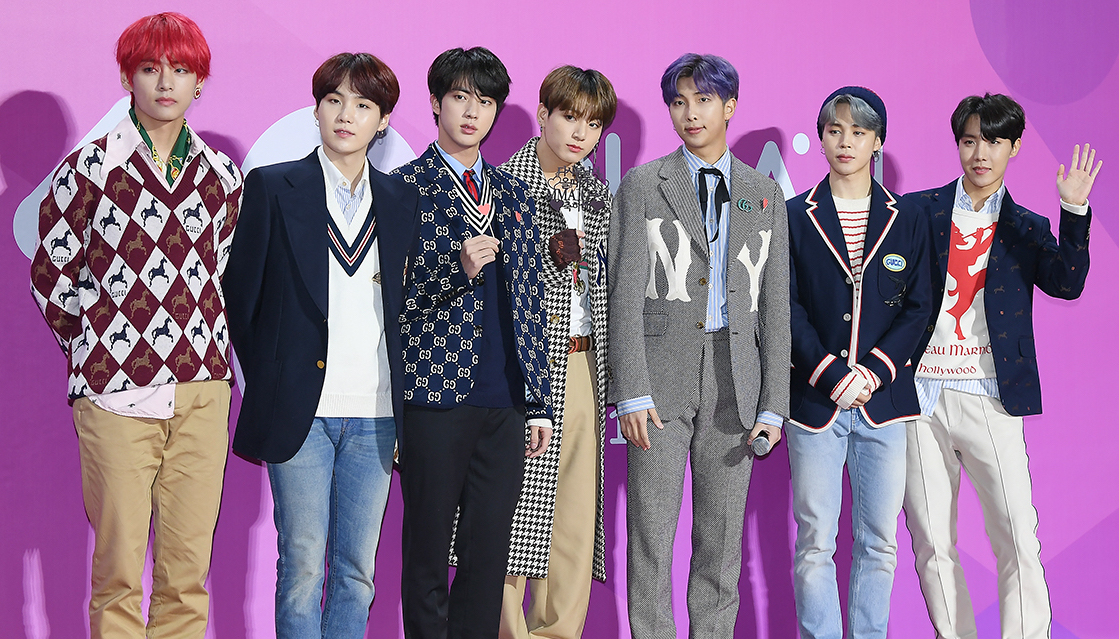
Nhóm nhạc nam Hàn Quốc BTS đã đứng đầu Hot 100 trong 12 tuần không liên tiếp, với 3 đĩa đơn ra mắt ở vị trí quán quân, "Butter", "Permission to Dance" và "My Universe" hợp tác với Coldplay.

Billboard Hot 100 là một bảng xếp hạng liệt kê theo thứ tự các bài hát nổi bật nhất tại thị trường Hoa Kỳ. Số liệu của bảng xếp hạng này được MRC Data tổng hợp và xuất bản hàng tuần bởi tạp chí Billboard, dựa trên tổng doanh số bán đĩa vật lý và lượt tải kỹ thuật số hàng tuần, tần suất phát sóng trên các đài phát thanh của Hoa Kỳ và lượt phát trực tuyến trên các dịch vụ âm nhạc trực tuyến.
Tính đến năm 2021, 24 bài hát đã đạt vị trí số 1, 9 nghệ sĩ trong số đó đã giành được đĩa đơn quán quân đầu tiên của họ: Olivia Rodrigo, Daniel Caesar, Giveon, Silk Sonic, Anderson.Paak, Polo G, The Kid Laroi Future và Jack Harlow. BTS đã đạt được 3 đĩa đơn quán quân trong khi Rodrigo, Justin Bieber, Drake và Lil Nas X mỗi người đạt được 2 đĩa đơn quán quân, với tư cách là nghệ sĩ duy nhất đạt được nhiều đĩa đơn quán quân nhất vào năm 2021. BTS dành nhiều tuần nhất ở vị trí đầu bảng, với 12 tuần không liên tiếp ở vị trí số 1. "Butter" của BTS là bài hát thống trị lâu nhất trên Hot 100 vào năm 2021, dành 10 tuần đứng đầu bảng xếp hạng. Năm 2021 đánh dấu năm dương lịch đầu tiên kể từ năm 1991 có ít nhất 10 bài hát đạt vị trí số 1 trên Hot 100 vào cuối tháng 5. Taylor Swift đã đạt được đĩa đơn quán quân lần thứ tám trong sự nghiệp của cô trong năm nay với "All Too Well (Taylor's Version)", trở thành bài hát có thời lượng dài nhất mọi thời đại đứng đầu Hot 100, với thời lượng 10 phút 13 giây.

## Lịch sử xếp hạng

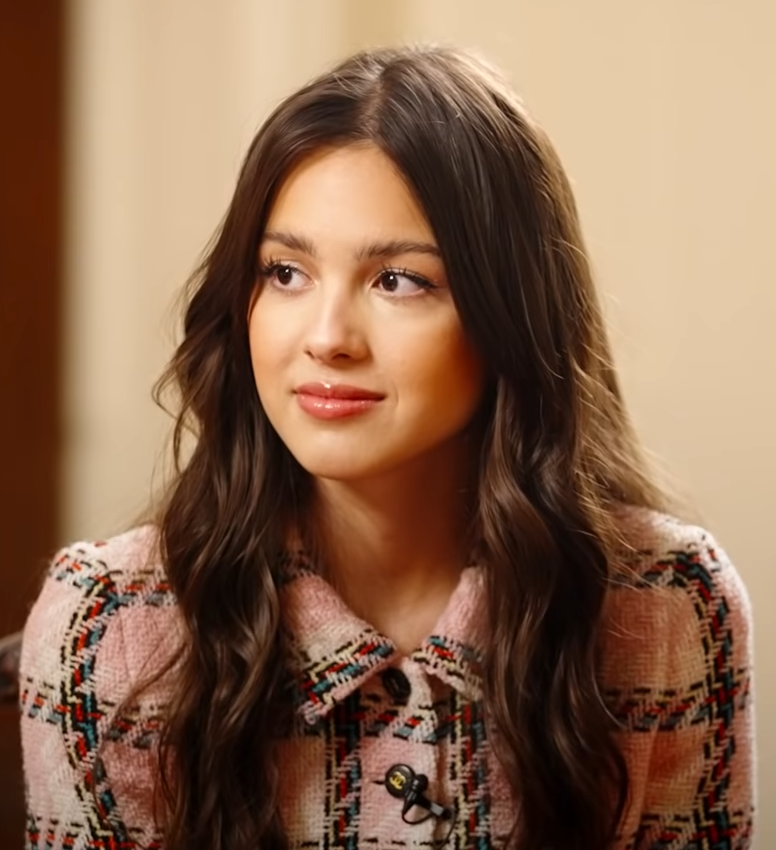
Ca sĩ kiêm nhạc sĩ người Mỹ Olivia Rodrigo đã đạt được 2 đĩa đơn quán quân, "Drivers License" và "Good 4 U", từ album phòng thu đầu tay của cô, Sour. Cả 2 đều ra mắt ở vị trí đầu bảng xếp hạng và đặt Rodrigo ở vị trí đầu bảng trong 9 tuần.

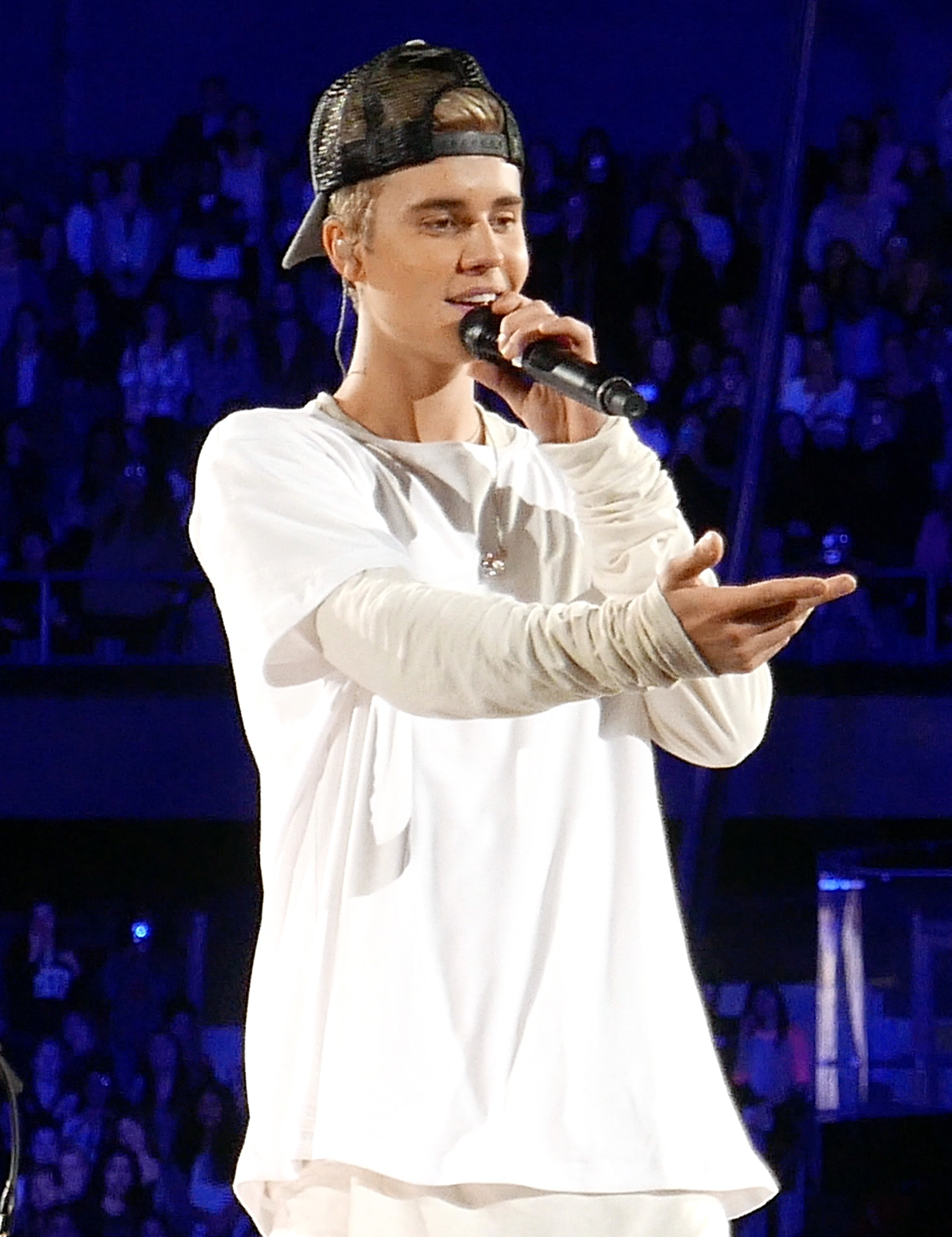
Ca sĩ người Canada Justin Bieber đứng đầu bảng xếp hạng trong 3 tuần vào năm 2021, với "Peaches" và "Stay", lần lượt đánh dấu đĩa đơn quán quân thứ 7 và thứ 8 của anh tại Hoa Kỳ.

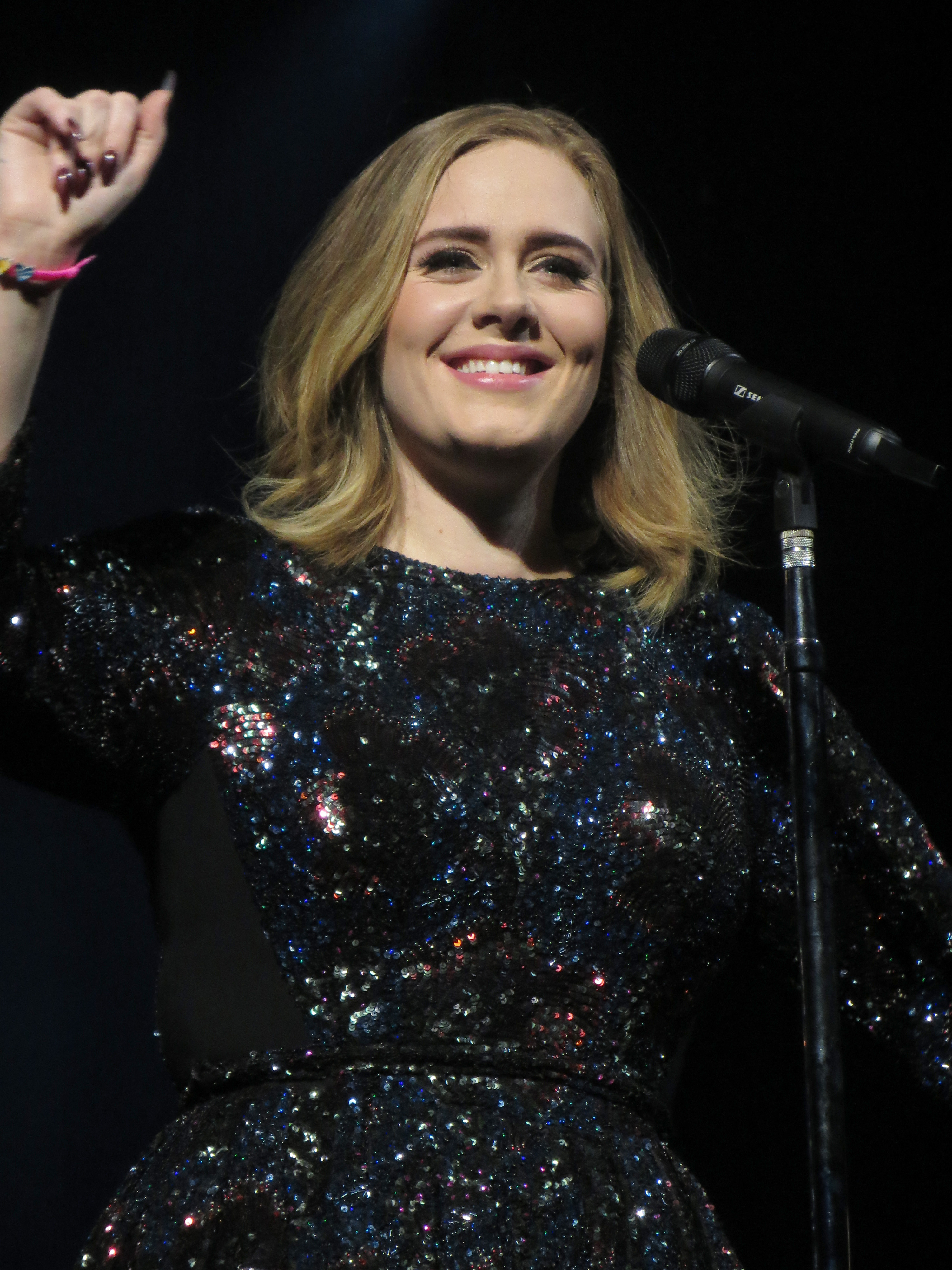
"Easy on Me" của ca sĩ người Anh Adele, đĩa đơn đầu tiên của cô sau gần 6 năm, đã đứng đầu bảng xếp hạng trong 6 tuần.

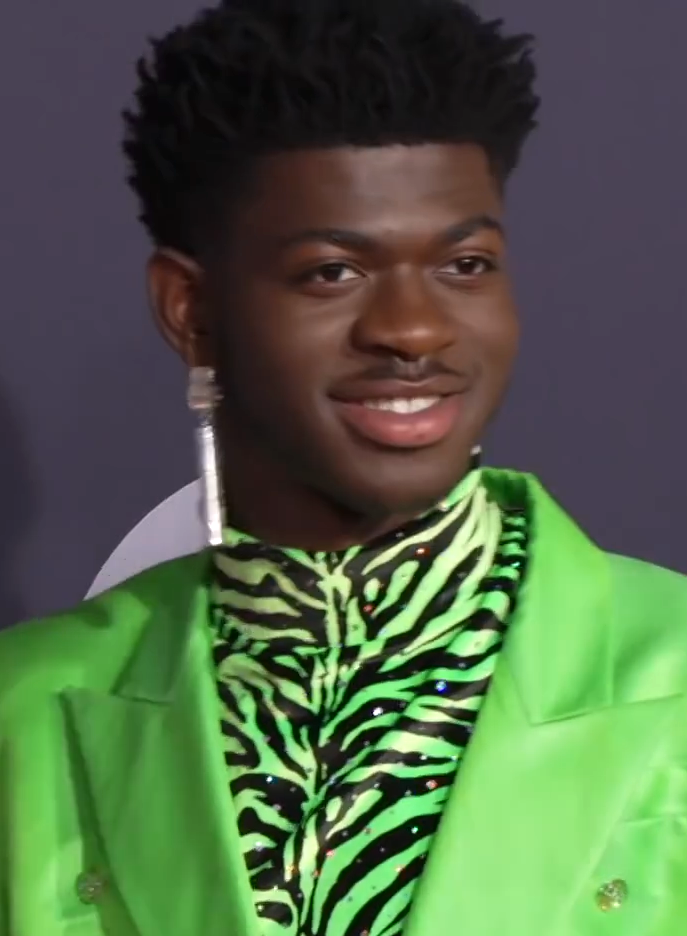
Rapper người Mỹ Lil Nas X đã đạt được 2 đĩa đơn quán quân với "Montero (Call Me by Your Name)" và "Industry Baby"; cả hai đĩa đơn từ album đầu tay của anh, Montero.

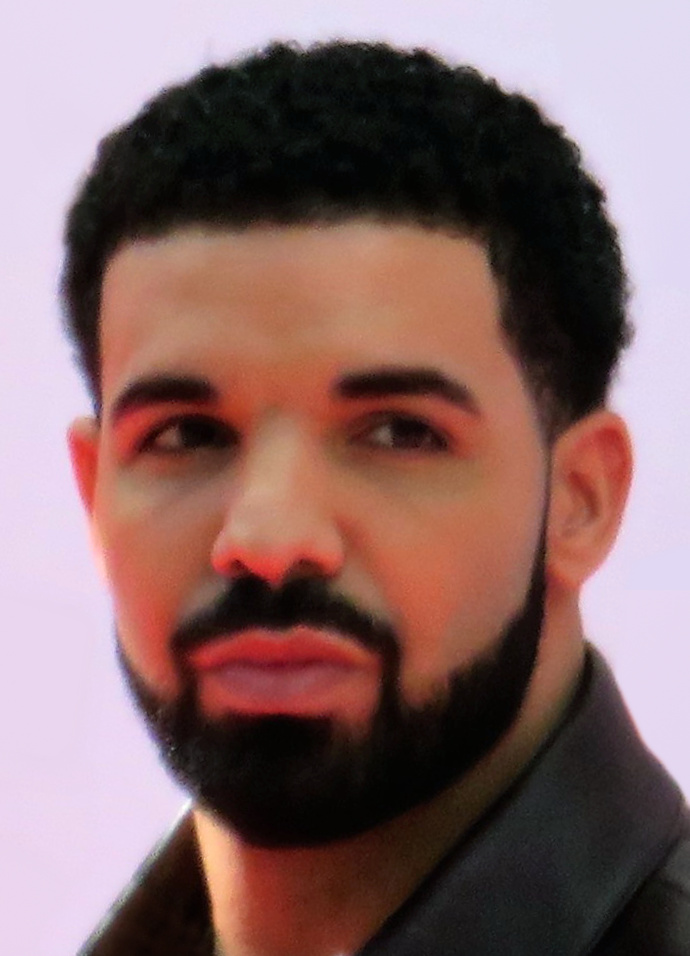
"What's Next" và "Way 2 Sexy" của rapper người Canada Drake đã đứng đầu bảng xếp hạng Hot 100 trong 1 tuần cho mỗi bài, đánh dấu đĩa đơn quán quân thứ 8 và thứ 9 của anh.

| Đĩa đơn có thành tích tốt nhất năm 2021, "Levitating" của Dua Lipa, đạt vị trí cao nhất #2 trên bảng xếp hạng Hot 100 vào ngày 22 tháng 5 năm 2021. |

| TT.  | Ấn bản ngày | Bài hát                           | Nghệ sĩ                                           | Ng.             |
| ---- | ----------- | --------------------------------- | ------------------------------------------------- | --------------- |
| lại  | 2 tháng 1   | "All I Want for Christmas Is You" | Mariah Carey                                      | [ 3 ] [ 4 ]     |
| lại  | 9 tháng 1   | "Mood"                            | 24kGoldn hợp tác với Iann Dior                    | [ 5 ] [ 6 ]     |
| lại  | 16 tháng 1  | "Mood"                            | 24kGoldn hợp tác với Iann Dior                    | [ 7 ] [ 8 ]     |
| 1116 | 23 tháng 1  | "Drivers License"                 | Olivia Rodrigo                                    | [ 9 ] [ 10 ]    |
| 1116 | 30 tháng 1  | "Drivers License"                 | Olivia Rodrigo                                    | [ 11 ] [ 12 ]   |
| 1116 | 6 tháng 2   | "Drivers License"                 | Olivia Rodrigo                                    | [ 13 ] [ 14 ]   |
| 1116 | 13 tháng 2  | "Drivers License"                 | Olivia Rodrigo                                    | [ 15 ] [ 16 ]   |
| 1116 | 20 tháng 2  | "Drivers License"                 | Olivia Rodrigo                                    | [ 17 ] [ 18 ]   |
| 1116 | 27 tháng 2  | "Drivers License"                 | Olivia Rodrigo                                    | [ 19 ] [ 20 ]   |
| 1116 | 6 tháng 3   | "Drivers License"                 | Olivia Rodrigo                                    | [ 21 ] [ 22 ]   |
| 1116 | 13 tháng 3  | "Drivers License"                 | Olivia Rodrigo                                    | [ 23 ] [ 24 ]   |
| 1117 | 20 tháng 3  | "What's Next"                     | Drake                                             | [ 25 ] [ 26 ]   |
| 1118 | 27tháng 3   | "Up"                              | Cardi B                                           | [ 27 ] [ 28 ]   |
| 1119 | 3 tháng 4   | "Peaches"                         | Justin Bieber hợp tác với Daniel Caesar và Giveon | [ 29 ] [ 30 ]   |
| 1120 | 10 tháng 4  | "Montero (Call Me by Your Name)"  | Lil Nas X                                         | [ 31 ] [ 32 ]   |
| 1121 | 17 tháng 4  | "Leave the Door Open"             | Silk Sonic (Bruno Mars và Anderson .Paak)         | [ 33 ] [ 34 ]   |
| 1122 | 24 tháng 4  | "Rapstar"                         | Polo G                                            | [ 35 ] [ 36 ]   |
| 1122 | 1 tháng 5   | "Rapstar"                         | Polo G                                            | [ 37 ] [ 38 ]   |
| 1123 | 8 tháng 5   | "Save Your Tears"                 | The Weeknd và Ariana Grande                       | [ 39 ] [ 40 ]   |
| 1123 | 15 tháng 5  | "Save Your Tears"                 | The Weeknd và Ariana Grande                       | [ 41 ] [ 42 ]   |
| lại  | 22 tháng 5  | "Leave the Door Open"             | Silk Sonic (Bruno Mars và Anderson .Paak)         | [ 43 ] [ 44 ]   |
| 1124 | 29 tháng 5  | "Good 4 U"                        | Olivia Rodrigo                                    | [ 45 ] [ 46 ]   |
| 1125 | 5 tháng 6   | "Butter"                          | BTS                                               | [ 47 ] [ 48 ]   |
| 1125 | 12 tháng 6  | "Butter"                          | BTS                                               | [ 49 ] [ 50 ]   |
| 1125 | 19 tháng 6  | "Butter"                          | BTS                                               | [ 51 ] [ 52 ]   |
| 1125 | 26 tháng 6  | "Butter"                          | BTS                                               | [ 53 ] [ 54 ]   |
| 1125 | 3 tháng 7   | "Butter"                          | BTS                                               | [ 55 ] [ 56 ]   |
| 1125 | 10 tháng 7  | "Butter"                          | BTS                                               | [ 57 ] [ 58 ]   |
| 1125 | 17 tháng 7  | "Butter"                          | BTS                                               | [ 59 ] [ 60 ]   |
| 1126 | 24 tháng 7  | "Permission to Dance"             | BTS                                               | [ 61 ] [ 62 ]   |
| lại  | 31 tháng 7  | "Butter"                          | BTS                                               | [ 63 ] [ 64 ]   |
| lại  | 7 tháng 8   | "Butter"                          | BTS                                               | [ 65 ] [ 66 ]   |
| 1127 | 14 tháng 8  | "Stay"                            | The Kid Laroi và Justin Bieber                    | [ 67 ] [ 68 ]   |
| 1127 | 21 tháng 8  | "Stay"                            | The Kid Laroi và Justin Bieber                    | [ 69 ] [ 70 ]   |
| 1127 | 28 tháng 8  | "Stay"                            | The Kid Laroi và Justin Bieber                    | [ 71 ] [ 72 ]   |
| 1127 | 4 tháng 9   | "Stay"                            | The Kid Laroi và Justin Bieber                    | [ 73 ] [ 74 ]   |
| lại  | 11 tháng 9  | "Butter"                          | BTS                                               | [ 75 ] [ 76 ]   |
| 1128 | 18 tháng 9  | "Way 2 Sexy"                      | Drake hợp tác với Future và Young Thug            | [ 77 ] [ 78 ]   |
| lại  | 25 tháng 9  | "Stay"                            | The Kid Laroi và Justin Bieber                    | [ 79 ] [ 80 ]   |
| lại  | 2 tháng 10  | "Stay"                            | The Kid Laroi và Justin Bieber                    | [ 81 ]          |
| 1129 | 9 tháng 10  | "My Universe"                     | Coldplay và BTS                                   | [ 82 ] [ 83 ]   |
| lại  | 16 tháng 10 | "Stay"                            | The Kid Laroi và Justin Bieber                    | [ 84 ] [ 85 ]   |
| 1130 | 23 tháng 10 | "Industry Baby"                   | Lil Nas X và Jack Harlow                          | [ 86 ] [ 87 ]   |
| 1131 | 30 tháng 10 | "Easy on Me"                      | Adele                                             | [ 88 ] [ 89 ]   |
| 1131 | 6 tháng 11  | "Easy on Me"                      | Adele                                             | [ 90 ] [ 91 ]   |
| 1131 | 13 tháng 11 | "Easy on Me"                      | Adele                                             | [ 92 ] [ 93 ]   |
| 1131 | 20 tháng 11 | "Easy on Me"                      | Adele                                             | [ 94 ] [ 95 ]   |
| 1132 | 27 tháng 11 | "All Too Well (Taylor's Version)" | Taylor Swift                                      | [ 96 ] [ 1 ]    |
| lại  | 4 tháng 12  | "Easy on Me"                      | Adele                                             | [ 97 ] [ 98 ]   |
| lại  | 11 tháng 12 | "Easy on Me"                      | Adele                                             | [ 99 ]          |
| lại  | 18 tháng 12 | "Easy on Me"                      | Adele                                             | [ 100 ] [ 101 ] |
| lại  | 25 tháng 12 | "All I Want for Christmas Is You" | Mariah Carey                                      | [ 102 ] [ 103 ] |